# Petea Vâlcov
Petre „Petea” Vâlcov (n. 1910, Bolgrad, Imperiul Rus - d. 16 noiembrie 1943, Stepa Calmucă) a fost un fotbalist român, cunoscut pentru evoluțiile sale la ASC Venus București și echipa națională de fotbal a României. Petea a jucat alături de frații săi Colea și Volodea Vâlcov.

## Cariera
Petea Vâlcov a evoluat doar pentru două cluburi de fotbal: Mihai Viteazul Chișinău și ASC Venus București. În tricoul lui Venus București, Petea Vâlcov a obținut cinci titluri de campion, a jucat o finală de Cupă și a evoluat la cel mai înalt nivel în Cupa Mitropa.
ASC Venus București
- Divizia A
  - 1932, 1934, 1937, 1939, 1940
- Cupa României
  - 1940
- Cupa Mitropa

1939, 1940, 1937

## Goluri internaționale
| # | Data           | Stadion                              | Adversar | Scor | Rezultat   | Competiția      |
| - | -------------- | ------------------------------------ | -------- | ---- | ---------- | --------------- |
| 1 | 4 iunie 1933   | Stadionul ONEF, București, România   | Bulgaria | 7-0  | Victorie   | Cupa Balcanilor |
| 2 | 4 iunie 1933   | Stadionul ONEF, București, România   | Bulgaria | 7-0  | Victorie   | Cupa Balcanilor |
| 3 | 25 august 1935 | Steigerwaldstadion, Erfurt, Germania | Germania | 4-2  | Înfrângere | Meci amical     |
| 4 | 25 august 1935 | Steigerwaldstadion, Erfurt, Germania | Germania | 4-2  | Înfrângere | Meci amical     |

## Războiul
În anul 1941, Petea a fost înrolat în Armata Română și a fost trimis pe Frontul de Est. În anul 1943, Petea Vâlcov avea să moară luptând împotriva sovieticilor în stepa Calmucă. Totuși cauzele morții sale nu sunt clare și nici nu s-a încercat după război să se găsească un răspuns, deoarece luptase contra sovieticilor.